# Chionis albus
Bico-de-bainha-antárctico ou pomba-antártica-branca (Chionis albus) é uma espécie de ave da família Chionididae. Popularmente é também conhecida como pomba-antártica, embora este nome seja tecnicamente incorrecto, uma vez que esta ave não é aparentada aos Columbiformes.

## Caracterização
O bico-de-bainha-antárctico é uma ave de porte médio, medindo aproximadamente 39 de comprimento. Apresenta plumagem totalmente branca e pele nua rosada abaixo do olho e na base do bico. O bico é curto e firme, de coloração esverdeada e preto na ponta, com um revestimento caloso rosado na base. As patas são azuis-cinzentas e os pés são desprovidos de membranas, mas possibilitam à pomba-antártica nadar bem quando necessário.
Habita terras próximas da água, como praias e regiões litorâneas. Durante o inverno austral, grande parte migra das costas das Malvinas e Terra do Fogo para regiões mais quentes ao norte, podendo atingir a região costeira do Uruguai. As aves que não se encontram na fase de reprodução permanecem o ano todo na região da Terra do Fogo.
Alimenta-se de carniça, particularmente do produto regurgitado por pinguins e cormorões. Come também fezes de focas, podendo ainda roubar ovos de outras aves.